# Rio Bârlea
O Rio Bârlea é um rio da Romênia afluente do Dobrunu, localizado no distrito de Hunedoara.